# 관진로
관진로(Sindeokpyeong-ro)는 전북특별자치도 임실군 관촌면병암사거리에서 진안군 진안읍연장교차로까지 연결하는 도로이다.

## 주요 경유지
전북특별자치도
- 임실군 (관촌면) - 진안군 (성수면 - 마령면 - 진안읍)

## 노선
| 이름                  | 접속 노선              | 소재지                    | 소재지                     | 비고      |
| --------------------- | ---------------------- | ------------------------- | -------------------------- | --------- |
| 병암삼거리            | 국도 제17호선 (춘양로) | 임실군                    | 관촌면                     |           |
| 좌산교                |                        | 임실군                    | 관촌면                     |           |
|                       | 진안군                 | 성수면                    |                            |           |
| (이름 없음)           | 진안군                 | 성수면                    | 지방도 제721호선 (사선2길) |           |
| 좌산삼거리            | 진안군                 | 성수면                    | 지방도 제742호선 (성백로)  |           |
| 외궁 교차로           | 진안군                 | 성수면                    | 외좌로                     |           |
| 소리개재              | 진안군                 | 성수면                    |                            |           |
| 마령 교차로           | 진안군                 | 서평로 서비산길           | 마령면                     |           |
| 월운 교차로 (월운1교) | 진안군                 | 지방도 제745호선 (관마로) | 마령면                     |           |
| 월운2교               | 진안군                 |                           | 마령면                     |           |
| 월운터널              | 진안군                 |                           | 마령면                     | 연장 405m |
| 신덕교                | 진안군                 |                           | 마령면                     |           |
| 신덕 교차로           | 진안군                 | 고분제로                  | 마령면                     |           |
| 안방 교차로           | 진안군                 | 널티로                    | 마령면                     |           |
| 연장 교차로           | 진안군                 | 국도 제26호선 (전진로)    | 진안읍                     |           |

## 주요 건물 및 시설
- 진성중학교 (관진로 719/외궁리 780-1)
- 성수파출소 (관진로 771/외궁리 719-3)
- 농협 백운농협 성수지점 (관진로 777/외궁리 712-2)
- 성수면사무소 (관진로 783/외궁리 705)
- 성수보건지소 (관진로 783/외궁리 705)
- 진안성수우체국 (관진로 787/외궁리 706-5)
- 농협 성수농협 주유소 (관진로 804/외궁리 674)